# Vitstrupig timalia
Vitstrupig timalia (Stachyris oglei) är en asiatisk fågel i familjen timalior. Den förekommer enbart i nordöstra Indien, där den minskar i antal, så pass att den anses vara utrotningshotad. IUCN kategoriserar den som sårbar (VU).

## Utseende och läten
Vitstrupig timalia är en medelstor (16 cm) medlem av familjen med ett brett vitt ögonbrynsstreck, vita kinder och vit strupe. Den har vidare grått bröst, en svart ansiktsmask, varmbrun hjässa och ovansida och fint brunbandade vingar och stjärt. Bland lätena hörs ett snabbt och metalliskt skallrande ljud.

## Utbredning och status
Fågeln förekommer i bergstrakter i nordöstra Indien (nordöstra Assam och sydöstra Arunachal Pradesh). Den behandlas som monotypisk, det vill säga att den inte delas in i några underarter.

## Levnadssätt
Vitstrupig timalia hittas på mellan 300 och 800 meters höjd i tät och fuktig städsegrön lövskog, men även i intilliggande ungskog, bambustånd och buskmarker i raviner. Den födosöker lågt i vegetationen på jakt efter insekter, vanligen i mycket snabb förflyttelse i grupper med tio till 25 fåglar. Fågeln häckar mellan april och juli. Den bygger ett stort, kupolformat eller sfäriskt bo med ingång nederst som placeras på marken under en buske i en skogklädd ravin. Däri lägger den tre till fyra ägg. Arten är troligen stannfågel, men vissa säsongsmässiga rörelser i höjdled kan förekomma.

## Status och hot
Vitstrupig timalia har ett litet och mycket fragmenterat utbredningsområde. Den tros dessutom minska i antal till följd av omvandling av dess levnadsmiljö för jordbruksändamål och teplantage. Internationella naturvårdsunionen IUCN kategoriserar därför arten som nära hotad.

## Namn
Fågelns vetenskapliga artnamn hedrar M. J. Ogle (1842-1892), en brittisk militär lantmätare verksam i Indien, Burma och Afghanistan.